# Urunga
Urunga är en ort i Australien. Den ligger i kommunen Bellingen och delstaten New South Wales, i den sydöstra delen av landet, omkring 410 kilometer nordost om delstatshuvudstaden Sydney. Antalet invånare är 1 919.
Närmaste större samhälle är Nambucca, omkring 15 kilometer söder om Urunga. Genomsnittlig årsnederbörd är 1 765 millimeter. Den regnigaste månaden är februari, med i genomsnitt 289 mm nederbörd, och den torraste är oktober, med 29 mm nederbörd.